# Platerodrilus
Genre
Platerodrilus est un genre d'insectes coléoptères de la famille des Lycidae. La littérature scientifique le mentionne souvent sous le nom de Duliticola, qui en est en fait un synonyme plus récent. Les femelles restent au stade larvaire, mesurent entre 40 et 80 mm de long, et leur apparence physique n'est pas sans rappeler celle des trilobites. Les mâles sont plus petits, de l'ordre de 8 à 9 mm, avec une apparence se rapprochant plus du coléoptère « classique ».
On les trouve en majorité dans les forêts tropicales humides, notamment en Inde et dans le Sud-Est asiatique.

## Liste des espèces
Selon GBIF (9 février 2023) :
- Duliticola javanica Kemner, 1928
- Platerodrilus berastagiensis Kazantsev, 2021
- Platerodrilus brastagicola Kazantsev, 2021
- Platerodrilus foliaceus Masek & Bocak, 2014
- Platerodrilus gorbunovi Kazantsev, 2021
- Platerodrilus grootaerti Kazantsev, 2009
- Platerodrilus holynskae Kazantsev, 2009
- Platerodrilus ijenensis Masek & Bocak, 2014
- Platerodrilus kambanganus Kazantsev, 2021
- Platerodrilus korinchianus (Blair, 1928) Blair, 1928
- Platerodrilus luteus Masek & Bocak, 2014
- Platerodrilus maninjauensis Masek & Bocak, 2014
- Platerodrilus montanus Masek & Bocak, 2014
- Platerodrilus ngi Masek & Bocak, 2014
- Platerodrilus palawanensis Masek & Bocak, 2014
- Platerodrilus paradoxus (Mjoeberg, 1925) Mjoeberg, 1925
- Platerodrilus ranauensis Masek & Bocak, 2014
- Platerodrilus robinsoni Blair, 1928
- Platerodrilus ruficollis Pic, 1942
- Platerodrilus sibayakensis Masek & Bocak, 2014
- Platerodrilus sinabungensis Masek & Bocak, 2014
- Platerodrilus strbai Kazantsev, 2009
- Platerodrilus svetae Kazantsev, 2009
- Platerodrilus talamauensis Masek & Bocak, 2014
- Platerodrilus testaceicollis Pic, 1921
- Platerodrilus tujuhensis Masek & Bocak, 2014
- Platerodrilus wittmeri Masek & Bocak, 2014
- Platerodrilus wongi Masek & Bocak, 2014

## Systématique
Le nom valide complet (avec auteur) de ce taxon est Platerodrilus Pic, 1921.